# Deutsch-amerikanischer Nationalkongress

Das Logo von D.A.N.K.

Der Deutsch-Amerikanische Nationalkongress, abgekürzt D.A.N.K., hat sich 1959 in Chicago gegründet. Ziel des „German American National Congress“ ist es, Deutsche und Deutschamerikaner zusammenzubringen, um deutsche Bräuche, die deutsche Sprache und die deutsche Kultur zu pflegen, zu kommunizieren und zu lehren. Der Deutsch-Amerikanische Nationalkongress versteht sich nicht als politische Organisation, dennoch bemüht sich diese Organisation, deutsch-amerikanische Interessen in den Vereinigten Staaten von Amerika zu vertreten.
Die Organisation ist mit über 30 Ortsverbänden und mehr als 100 assoziierenden Mitgliedern die größte deutsch-amerikanische Organisation in den USA. Großes Engagement zeigte der Deutsch-Amerikanische Nationalkongress 1987 bei der Einführung des „German-American Day“, eines nationalen Feiertages am 6. Oktober jeden Jahres.

## Geschichte
Deutsche Gesellschaften bzw. Vereinigungen genossen vor dem Zweiten Weltkrieg großes Ansehen in den Vereinigten Staaten von Amerika. Mit der Machtergreifung der Nazis und deren schrecklichen Verbrechen gegen die Menschheit jedoch, vermieden viele US-Amerikaner den Kontakt mit Deutschen und sogar Schulen verbannten die deutsche Sprache als Unterrichtsinhalt. Nach dem Ende des Krieges und dem neuentstandenen Flüchtlingsstrom in die USA aufgrund Vertreibung und kommunistischer Besetzung gründeten sich unzählige deutsche Vereine, wie Gesangs- oder Kulturvereine. Den Deutschamerikanern fehlte es jedoch an einer landesweiten Organisation, welche die Interessen der „German-Americans“ USA-weit vertreten sollte.
Leonard Enders schließlich ergriff die Initiative und mobilisierte andere Deutschamerikaner, endlich eine landesweite Organisation ins Leben zu rufen. Schließlich sollten alle Amerikaner mit deutschen Wurzeln eine Möglichkeit haben, sich zu vereinen und gemeinsam Interessen zu vertreten. Am 12. Dezember 1958 trafen sich Vertreter lokaler deutscher Vereine, Gesellschaften und andere Interessenten in der „Donauschwaben Hall“ in Chicago und man beschloss die Gründung des Deutsch Amerikanischen Nationalkongresses. Die erste Vollversammlung fand am 30. Januar 1959 statt, in der die wesentlichen Ziele und Aufgaben für die Organisation beschlossen wurden.

## German American Journal
Das alle zwei Monate erscheinende German American Journal wird vom Deutsch-Amerikanischen Nationalkongress herausgegeben und an seine Mitglieder versendet. Erstmals erschien das Blatt 1959 mit sechs Seiten in der ersten Ausgabe. In den Anfangsjahren publizierte die Organisation das größtenteils deutschsprachige Journal alle drei Wochen. Um die Jahrtausendwende begann man, die Zeitung überwiegend in der englischen Sprache zu veröffentlichen. Darüber hinaus hat sich außerdem die Seitenzahl auf 16 pro Ausgabe erhöht, wobei man eine Seite der deutschen Sprache widmet und Artikel in deutscher Sprache (Beiträge werden parallel auch in englischer Sprache abgedruckt) veröffentlicht. Der Fokus des German American Journal liegt in den aktuellen deutsch-amerikanischen Veranstaltungen, deutsches Essen und Unterhaltung, Neuigkeiten aus der Organisation sowie Artikel über deutsch-amerikanische Belange.
Mitglieder des Deutsch-Amerikanischen Nationalkongress erhalten das German American Journal automatisch mit ihrer Mitgliedschaft. Nichtmitglieder können das Journal über ein Jahresabonnement zum Unkostenbeitrag von 15,00 USD erwerben. Darüber hinaus liegt das Journal in ausgewählten deutschen Restaurants, Bars, Supermärkten oder Konsulaten aus.
Die Auflagenhöhe des Journals lag 2009 bei durchschnittlich 3.500 Exemplaren pro Ausgabe.

## Organisationsstruktur
Der Deutsch-Amerikanische Nationalkongress organisiert sich im Hauptverein (D.A.N.K. National) und den mehr als 30 Ortsverbänden die quer über die USA verteilt sind. Die Ortsverbände sind in drei Regionen, Region One, Region Two und Region Three, untergliedert. Der Hauptsitz dieser Organisation (D.A.N.K. National) befindet sich im von Deutschen geprägten Chicagoer Stadtteil Lincoln Square – in Chicago, im Bundesstaat Illinois.

### Aufsichtsrat des Deutsch Amerikanischen Nationalkongress
| Name             | Position                            |
| ---------------- | ----------------------------------- |
| William Fuchs    | Präsident                           |
| Erich Wittmann   | Erster stellvertretender Präsident  |
| Donna Lippert    | Zweite stellvertretende Präsidentin |
| Maria Thompson   | Schatzmeisterin                     |
| Beverly Pochatko | Sekretärin                          |

### Liste der Ortsverbände
| US-Bundesstaat  | Ortsverband                                    |
| --------------- | ---------------------------------------------- |
| Arizona         | Phoenix                                        |
| California      | Woodside (King’s Mtn)                          |
| Iowa            | Quad-Cities                                    |
| Illinois        | German American Cultural Center                |
| Illinois        | Frankfort Mokena German Heritage Center        |
| Illinois        | Chicago-West                                   |
| Illinois        | Decatur                                        |
| Illinois        | Fox Valley                                     |
| Illinois        | Lake County                                    |
| Illinois        | Northern Suburbs                               |
| Illinois        | Peoria                                         |
| Illinois        | Springfield                                    |
| Indiana         | Indianapolis                                   |
| Indiana         | La Porte                                       |
| Indiana         | LaFayette                                      |
| Indiana         | South Bend                                     |
| Michigan        | Benton Harbor                                  |
| New Jersey      | Pascack Valley                                 |
| Ohio            | Cleveland                                      |
| Ohio            | Columbus                                       |
| Pennsylvania    | The German Heritage Society                    |
| Pennsylvania    | New Castle                                     |
| Pennsylvania    | Philadelphia                                   |
| Pennsylvania    | German American Heritage Society of Pittsburgh |
| Pennsylvania    | Mason-Dixon (Subchapter of Pittsburgh)         |
| Pennsylvania    | Laurel Highlands (Subchapter of Pittsburgh)    |
| Washington D.C. | Washington D.C.                                |
| Wisconsin       | Janesville                                     |
| Wisconsin       | Milwaukee                                      |